# Owe Ohlsson
Owe Ohlsson (* 19. August 1938 in Hälsö) ist ein ehemaliger schwedischer Fußballspieler, der auch als Trainer und Vorstandsmitglied tätig war.

## Laufbahn
Ohlsson begann 1948 mit dem Fußballspielen bei Hälsö BK. 1954 schloss er sich IFK Göteborg an. Für den Klub bestritt er 165 Spiele in der Allsvenskan. Dabei gelangen ihm 101 Tore. 1958 wurde er schwedischer Meister. 1958 und 1961 wurde er jeweils Zweiter in der Torschützenliste.
1964 wechselte Ohlsson zu AIK Solna. Hier gelangen dem vom Stürmer zum Abwehrspieler umgeschulten Spieler in 154 Erstligapartien 23 Tore. 1972 ging er zu IFK Stockholm, wo er bis 1974 als Spielertrainer tätig war. 1975 wurde er Jugendtrainer bei AIK. 
Ohlsson spielte zwischen 1958 und 1964 15 für die schwedische Nationalmannschaft. Er nahm mit der Landesauswahl an der Weltmeisterschaft 1958 teil, bei der die Mannschaft Vizeweltmeister wurde.
In den 1980er Jahren war er bei AIK Solna im Vorstand tätig, 1989 kurzzeitig als Vorstandsvorsitzender.